# 프란시스코 호세 카라스코
프란시스코 호세 "로보" 카라스코 이달고(스페인어: Francisco José "Lobo" Carrasco Hidalgo, 1959년 3월 6일, 발렌시아 지방 알코이 ~)는 스페인의 전 축구 선수로, 현역 시절 측면 미드필더로 활약하였고, 이후 감독일도 하였다.
늑대라는 별칭으로 알려지기도 한 그는 현역 시절 14년 중 대부분에 해당하는 11년을 바르셀로나에서 보냈고, 350번이 넘는 공식 경기에 출전하여 10번의 주요 대회 우승을 경험하였다.
카라스코는 스페인 국가대표팀 일원으로 9년을 활동하였는데, 1986년 FIFA 월드컵과 2번의 UEFA 유럽 축구 선수권 대회에 자국을 대표로 참가하였다.

## 클럽 경력
카라스코는 발렌시아 지방 알리칸테 주 알코이 출신으로, 바르셀로나의 유소년부를 졸업하고 일찍 라 리가와 유럽 무대에 창의적인 공몰이를 훌륭히 선보여 자신의 이름을 널리 알렸다. 1978-79 시즌에 1군 신고식을 치른 그는 독일의 포르투나 뒤셀도르프와의 같은 시즌에 UEFA 컵위너스컵 결승전에서도 두각을 나타내 소속 구단이 연장전 끝에 합계 4-3으로 이길 수 있게 도왔다.
파랑 클라르 군단 소속으로 300번이 넘는 경기에 출전해 50번에 가까운 리그 골을 넣고 1984-85 시즌에 리그를 우승한 후, 카라스코는 리그 1의 소쇼에서 3시즌을 보냈다. 이후, 그는 카탈루냐로 돌아가 피게레스에서 잠시 활약한 후 은퇴하였다.

## 국가대표팀 경력
1979년 4월 4일, 2-2로 비긴 루마니아와의 원정 친선경기에서 스페인 국가대표팀 첫 경기에 출전한 카라스코는 국가대표팀에서 35경기 출전, 5골을 기록하였고, 1980년과 1984년의 UEFA 유럽 축구 선수권 대회에 참가하였다. 카라스코는 이 중 후자의 대회에서 5경기에 전부 출전해 1-1로 비긴 루마니아와의 경기에서 페널티 킥으로 득점을 올렸고, 스페인은 이 대회를 준우승으로 마무리했다.
카라스코는 멕시코가 개최한 1986년 FIFA 월드컵에서도 자국을 대표로 출전했지만, 8강에서 탈락한 이 대회에서 한 경기도 출전하지 못하였다.

### 국가대표팀 득점 기록
| #  | 날짜             | 경기장                            | 상대       | 점수 | 결과 | 대회                      |
| -- | ---------------- | --------------------------------- | ---------- | ---- | ---- | ------------------------- |
| 1. | 1983년 5월 15일  | 몰타 아타르트 타알리 국립경기장   | 몰타       | 2–2  | 3–2  | UEFA 유로 1984 예선전     |
| 2. | 1984년 6월 14일  | 프랑스 생-테티엔, 조프루아-기샤르 | 루마니아   | 1–0  | 1–1  | UEFA 유로 1984            |
| 3. | 1984년 10월 17일 | 스페인 세비야 베니토 비야마린     | 웨일스     | 2–0  | 3–0  | 1986년 FIFA 월드컵 예선전 |
| 4. | 1987년 4월 1일   | 오스트리아 빈 프라터슈타디온      | 오스트리아 | 3–2  | 3–2  | UEFA 유로 1988 예선전     |
| 5. | 1987년 9월 23일  | 스페인 카스테욘 노우 카스탈리아   | 룩셈부르크 | 1–0  | 2–0  | 친선경기                  |

## 감독 경력
2000년대에 들어, 카라스코는 감독으로 전향하였다. 그는 2005-06 시즌에 아틀레티코 말라게뇨를 이끌었는데, 안달루시아 연고 구단은 시즌이 끝나면서 세군다 디비시온에서 강등되었다. 2007-08 시즌에는 하부 리그의 오비에도 지휘봉을 잡았다.

## 수상

### 클럽
바르셀로나
- 라 리가: 1984–85
- 코파 델 레이: 1980–81, 1982–83, 1987–88
- 수페르코파 데 에스파냐: 1983
- 코파 데 라 리가: 1983
- UEFA 컵위너스컵: 1978–79, 1981–82, 1988–89[9]
- 유러피언컵 준우승: 1985–86

### 국가대표팀
스페인
- UEFA 유럽 축구 선수권 대회 준우승: 1984[10]

### 기록
- UEFA 컵위너스컵 최다 우승: 3회 (1978–79, 1981–82, 1988–89)[9]